# Younger Brother
Younger Brother ist eine britische Band, die im Jahre 2003 von Simon Posford (Shpongle, Hallucinogen) und Benji Vaughan (Prometheus) gegründet wurde. Ihr erstes Album A Flock of Bleeps wurde im Jahre 2003 veröffentlicht, gefolgt von Last Days of Gravity im Jahre 2007. Beide Musiker waren schon in der Vergangenheit durch diverse Projekte im Psytrance-Bereich bekannt und gründeten mit der Absicht ein gemeinsames Projekt, eine neue Musikrichtung zu konzipieren, die sich am besten als Verschmelzung unterschiedlicher psychedelischer Musikrichtungen aus mehreren Zeitepochen beschreiben lässt. Obwohl die beiden Musiker in der Vergangenheit ausschließlich elektronische Musik produzierten, entschieden sie sich, in diesem Projekt auch Elemente anderer Musikrichtungen mit einzubinden, insbesondere psychedelischer Rock-Musik. Da sie anfangs noch keine weiteren Band-Mitglieder hatten, spielten sie alle Musikinstrumente selbst. Später traten Ru Campbell (Gesang), Marc Brownstein (Bass), Tom Hamilton (Gitarre) und Joe Russo (Schlagzeug) der Band bei.
Das Plattencover des zweiten Albums The Last Days of Gravity wurde von Storm Thorgerson entworfen, der sich durch die Gestaltung von Plattencovern vieler bekannter Bands, insbesondere Pink Floyd einen Namen machte. Bei diesem Album handelt es sich um das einzige Album der Band, das auch als Vinyl-Schallplatte verlegt wurde. Aufgrund der geringen Auflage wird die LP-Version dieses Albums auf dem Gebrauchtmarkt zu einem sehr hohen Preis gehandelt. Doch im Jahr 2023 hat die Band Neuauflagen ihrer Vier Alben produzieren lassen.

## Diskografie
- A Flock of Bleeps (Twisted Records, 2003)
- The Last Days of Gravity (Twisted Records, 2007)
- Vaccine (Twisted Records, 2011)
- Vaccine Electronic (Twisted Records, 2015)